# Лазар Теодоровић
Лазар Теодоровић (Каона, 1771 — Цариград, 1. фебруар 1846) био је српски политичар и дипломата.

## Биографија
Рођен у Каони, у шабачкој нахији. Отац му је био имућни трговац у Свилеуви. Описменио се у манастиру Каони. У договору са братом, калуђером на Фрушкој гори, отац је Лазара послао на даље школовање у Сремске Карловце 1798/1799. године. Ту је Лаза после две године завршио гимназију, а слушао је и две године филозофију у Сегедину. Говорио је немачки, латински и руски језик и то му је отворило пут за каријеру политичара и дипломате ослобођене Србије. Оженио се Маријом, кћерком кнеза Ранка Лазаревића, али 1840. године остао је удовац. Са другом женом, сестром Димитрија Црнобарца, министра просвете, имао је једну кћерку која се удала за проф. Владимира Јакшића, сина Јакова Јакшића.

## Каријера
Током Првог српског устанка радио је прво као писар код кнеза Јакова Ненадовића (1805—1813). Затим је напредовао и септембра 1808. године од команданта шабачког поп Луке Лазаревић званично је потврђен за "полицај-кварталмајстора Шабачког". Радио је као писар Лазаревићев и Шабачког магистрата. По пропасти устанка отишао је са бројним војводама у Аустрију, затим крајем 1814. године у Русију. Као образован човек писао је у Карађорђево име извештаје, писма и молбе руском цару.
По избијању Другог српског устанка 1816. године вратио се у Србију, и био на располагању кнезу Милошу Обреновићу, који га је поставио за писара у својој канцеларији у Крагујевцу. Лазар је остао кнежев писар до априла 1826. године, када прелази за члана Великог народног суда. Био је ангажован у дипломатским активностима, и кнез га шаље у Цариград 1827. године као народног депутата шесте депутације. Крајем 1828. године као председник Народног суда са Димитријем Давидовићем кнежевим секретаром, радио на више законских пројеката, међу којима Кривичном законику (1829). Био је 1833. године члан седме народне депутације која је у Цариграду добила од султана ферман са привилегијама. Он је био и први српски министар (попечитељ) просвете, постављен од стране кнеза Милоша 27. марта 1834. године. Теодоровић је у исто време "попечитељ правосудија и просвешченија", те цензор "Српских новина". Крајем исте, 1834. године раздвојене су надлежности, па је Лазару Теодоровићу остало да буде само министар правде (правосуђа). Учествовао је као такав и у раду Уставотворне комисије 1838. године. Био је пуковник Теодоровић између 1835. и 1837. године у Шапцу командант "Подринско-савске команде". У служби је стално напредовао док 1839. није постао члан Државног савета. Због опозиционог деловања провео је неколико година без службе. У време Тенкине буне 1842. године, прота Матеја Ненадовић и Лазар Теодоровић су прихватили да подижу народ на буну против кнеза у ваљевском крају. Али били су у томе спречени, а они стављени у "тврди затвор" у Ваљеву. Са променом династије у Србији враћа му се достојанство и он је 1842. године поново изабран за члана Савета.
За време владе кнеза Александра Карађорђевића био је члан окружне управе и суда у Шапцу, министар правде и просвете и први српски амбасадор (капућехаја) у Цариград. Већ у годинама, бранио се да не иде на ту дужност и да ће тамо кости оставити. На то му је прота Матеја добацио: Е, то ти је с твоје памети. При томе је рачунао на његово знање језика и његову способност. Постао је српски посланик (капућехаја Српске агенције) у Цариграду октобра 1843. године. Умро је после краће болести 1. фебруара 1846. године у Цариграду, где је и сахрањен у порти Цркве Свете Петке.
Био је почасни члан од 5. фебруара 1845. године Друштва српске словесности.